# El Lenero (La Fueva)
El Lenero (O Lenero o O Lanero en aragonés) es una masía aragonesa del municipio de La Fueva (España), en la comarca del Sobrarbe y provincia de Huesca. Actualmente está despoblado.

## Toponimia
Su nombre también se ha podido documentar con palatalización de la L inicial, como es típico en la Ribagorza, como Llenero.

## Geografía
El Lenero es una masía en la bajante occidental de la sierra de Campanué, que mira hacia La Fueva. Forma parte de los núcleos que conformaban el municipio de Pallaruelo de Monclús, junto con Solanilla, Lavilla, Latorre y El Cotón por la parte fovana, y con La Jantigosa y Rolespé en la parte ribagorzana.